# Религијска деноминација
Религијска деноминација (или просто деноминација) је подгрупа унутар неке религије, која делује под заједничким именом, традицијом и идентитетом.
Израз се често користи да опише разне хришћанске деноминације (на пример, православље, римокатолицизам, и многе варијације протестантизма или ресторационизма). Такође се користи да опише четири гране јудаизма (ортодоксни, конзервативни, реформски и реконструистички), и (ређе, али такође исправно) за описивање две главне гране ислама (сунитски и шиитски) као и разне потподеле као што су подсекте, школе права, теолошких школа и верских покрета.
| Религиозне деноминације 2020. године‍ | Религиозне деноминације 2020. године‍ | Религиозне деноминације 2020. године‍ | Религиозне деноминације 2020. године‍ | Религиозне деноминације 2020. године‍ |
| ------------------------------------ | ------------------------------------ | ------------------------------------ | ------------------------------------ | ------------------------------------ |
|                                      |                                      |                                      |                                      |                                      |
| Католичка                            | Католичка                            |                                      | 1.688                                | 0%                                   |
| Протестантска                        | Протестантска                        |                                      | 1.141                                | 0%                                   |
| Православна                          | Православна                          |                                      | 37                                   | 0%                                   |
| Други Хришћани                       | Други Хришћани                       |                                      | 04                                   | 0%                                   |
| Сунизам                              | Сунизам                              |                                      | 2.239                                | 0%                                   |
| Шиизам                               | Шиизам                               |                                      | 248                                  | 0%                                   |
| Нерелигиозност                       | Нерелигиозност                       |                                      | 1.558                                | 0%                                   |
| Вишнуизам                            | Вишнуизам                            |                                      | 1.024                                | 0%                                   |
| Шивизам                              | Шивизам                              |                                      | 403                                  | 0%                                   |
| Шактизам                             | Шактизам                             |                                      | 048                                  | 0%                                   |
| Други хиндуизам                      | Други хиндуизам                      |                                      | 039                                  | 0%                                   |
| Будизам                              | Будизам                              |                                      | 662                                  | 0%                                   |
| Народне религије                     | Народне религије                     |                                      | 561                                  | 0%                                   |
| Друге религије                       | Друге религије                       |                                      | 079                                  | 0%                                   |

Највећа светска верска деноминација је сунитски ислам.

## Хришћанство
Хришћанска деноминација је генерички термин за посебно религиозно тело идентификовано особинама као што су заједничко име, структура, вођство и доктрина. Појединачна тела, међутим, могу користити алтернативне термине да описују себе, као што су црква или заједништво. Поделе између једне и друге групе дефинисане су доктрином и црквеним ауторитетом; питања као што су библијско тумачење, ауторитет апостолског наслеђа, есхатологија и папски примат често одвајају једну деноминацију од друге. Групе деноминација које често деле слична веровања, праксе и историјске везе познате су као огранци хришћанства.

## Хиндуизам
In Hinduism, the major deity or philosophical belief identifies a denomination, which also typically has distinct cultural and religious practices. The major denominations include Shaivism, Shaktism, Vaishnavism and Smartism.

## Ислам
Један исцрпни извештај Пјуовог истраживачког центра сугерише да се 25% анкетираних муслимана глобално идентификује као неденоминациони муслимани. Историјски гледано, ислам је био подељен на три велике секте добро познате као сунити, хариџити и шиити. Данас сунити чине око 90% укупне муслиманске популације, док су шиити око 10%. Данас су многе шиитске секте изумрле. Главне преживеле имамско-муслиманске секте су усулизам (са скоро више од 8,5%), низатски исмајилизам (са скоро више од 1%), алевизам (са нешто више од 0,5% али мање од 1%). Друге постојеће групе укључују заидски шиити из Јемена чија популација чини скоро 0,5% муслиманске популације у свету, мусталски исмајили (са скоро 0,1% чији присталице Тејаби живе у држави Гуџарат у Индији и граду Карачи у Пакистану. Такође постоје значајне популације дијаспоре у Европи, Северној Америци, Далеком истоку и Источној Африци), и Ибади од хариџита чија се популација смањила на ниво испод 0,15%. С друге стране, нове муслиманске секте попут афроамеричких муслимана, ахмадских муслимана (са скоро 1%), неденоминационих муслимана, куранстички муслиман укупне светске муслиманске популације) касније су се самостално развијале.

## Вишеденоминациони
Термин „вишеденоминација“ може да опише (на пример) верски догађај који укључује неколико верских деноминација из понекад неповезаних верских група. Многи грађански догађаји укључују верске делове које предводе представници неколико верских деноминација како би били што инклузивнији или репрезентативни за очекивану популацију или публику. На пример: недељна миса захвалности у Кампаменто Есперанци (енглески: Камп Хоуп) у Чилеу, где су службе предводили и римокатолички свештеник и евангелистички проповедник током рударске несреће у Копијапоу у Чилеу 2010. године.
Капелани - често заређено свештенство било које религије - често се додељују секуларним организацијама како би пружили духовну подршку њиховим члановима који могу припадати било којој од многих различитих религија или деноминација. Многи од ових капелана, посебно они који служе у војсци или другим великим секуларним организацијама, посебно су обучени да служе припадницима многих различитих вера, чак и вероисповести са супротстављеном верском идеологијом од оне вере самог капелана.
Војне организације које немају велики број чланова из неколико појединачних мањих, али сродних деноминација, рутински ће одржавати вишеденоминацијске верске службе, које се често генерички називају „протестантске“ недељне службе, тако да мањинске протестантске деноминације нису изостављене или неопслужене.